# Лебедев (Оренбургская область)
Ле́бедев — посёлок в Первомайском районе Оренбургской области. Входит в состав Уральского сельсовета.

## География
Посёлок находится на расстоянии примерно 21 км (по прямой) к югу от посёлка Первомайский, административного центра района.

## История
Посёлок назван по фамилии первопоселенца. В советское время работало третье отделение совхоза «Уральский».

## Население
| 2010 |
| ---- |
| 73   |

### Национальный состав
Согласно результатам переписи 2002 года, в национальной структуре населения казахи составляли 85 % из 184 чел.